# 100 fotografií, které změnily svět

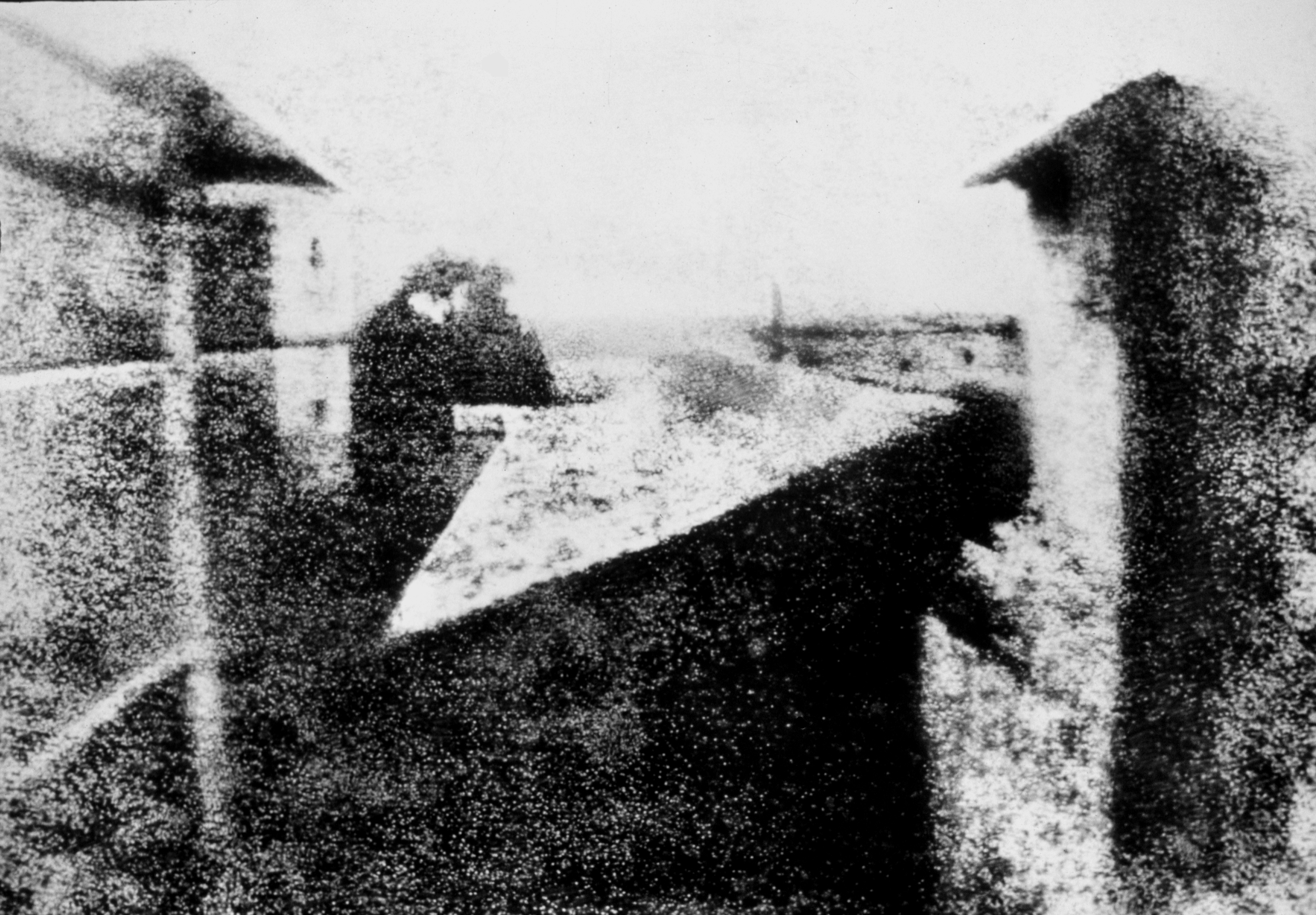
Jedna z prvních fotografií, Nicéphore Niépce: Pohled z okna v Le Gras, cca 1826

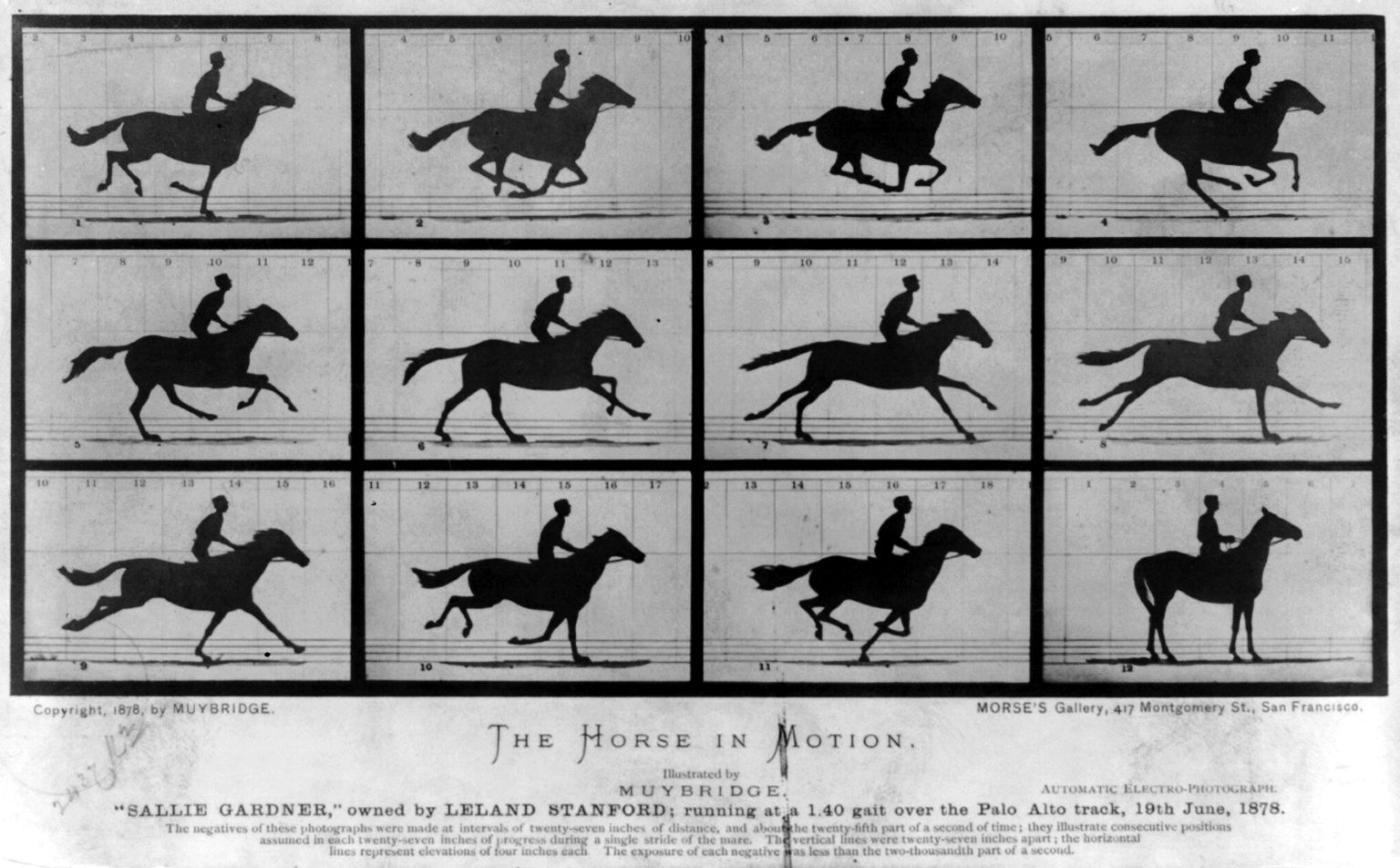
Muybridgův kůň v pohybu, cyklus Animal Locomotion 1878

LIFE: 100 fotografií, které změnily svět (anglicky: 100 Photographs that Changed the World) je název fotografické knihy, kterou vydala redakce časopisu Life. Projekt začal otázkou, která byla zveřejněna on-line na internetových stránkách Life The Digital Journalist: „Mohou mít fotografie stejný historický účinek jako literatura?“ Redaktoři posbírali 100 fotografií, které podle nich ztělesňují technologické úspěchy fotografické dokumentace historických událostí a úspěchů, nebo mají ikonický kulturní status nebo symboliku. Knihu vydal Robert Sullivan a nakladatelství Time Inc. Home Entertainment, New York v roce 2003, ISBN 1-931933-84-7.

## Obsah knihy
Práce byla rozdělena do čtyř hlavních kapitol se třemi průvodními podkapitolami:
Hlavní části jsou: Umění (soustředí se na fotografický vývoj v celém 19. století a jeho pozdější uplatnění na kulturu); Společnost (obrázky okamžiků, které ovlivnily veřejnost, kterou seznamovaly s politickými, sociálními, kulturními, sociálními a společenskými otázkami); Války (stěžejní okamžiky spojené s konflikty a násilím) a Věda a Technika (zachycuje technologické triumfy, prohry i hrůzy).
Tři podkapitoly nesou názvy: Fotografické umění (rané práce umělců, jejichž hlavním médiem byla fotografie); Fotografická manipulace (nechvalně známé podvody spáchané pomocí fotografií) a Stop akce (fotografie, které jsou de facto převzaty z filmu).
Některé z fotografií se ztotožňují s větší akcí, jako například Wongova fotografie z roku 1937 plačícího osamoceného dítěte na zdemolovaném vlakovém nádraží o „Krvavé sobotě“ během bitvy o Šanghaj jako jeden zástupce bombardování Šanghaje. Další fotografie jsou vyňaty z velkých historických sbírek, jako jsou průlomové snímky Rogera Fentona a Alexandra Gardnera z Krymské války a Americké občanské války. Do sbírky byla zařazena také pohybová vysokorychlostní fotografie Eadwearda Muybridge.
V knize je také dílo z jedné nejslavnější reklamní kampaně Oliviera Toscaniho postavené na fotografii, kterou pořídila Therese Frare. Portrét zachycuje Davida Kirbyho umírajícího na AIDS jak leží na nemocničním lůžku obklopen svými truchlícími příbuznými. Snímek je kontroverzní pro svou určitou podobnost s pietou a také pro použití snímku posledních okamžiků v lidském životě pro reklamu na prodej oblečení, což je vnímáno jako využití lidské oběti. Rodina Kirbyho uvedla, že použití povolila a že kampaň Benettonu pomohla zvýšit povědomí o nemoci AIDS.
Muž před tankem je označení pro protestujícího, který se postavil proti řadě tanků ráno 5. června 1989 poté, co čínské ozbrojené složky násilím potlačily demonstrující lid na náměstí Nebeského klidu. V dubnu 1998 zařadil americký týdeník Time tohoto muže (Unknown Rebel) na seznam 100 nejvlivnějších lidí 20. století. Fotografie cyklicky obíhá médii po celém světě (s výjimkou Číny, kde je zakázána). America Online ji řadí mezi deset nejslavnějších fotografií všech dob. Fotografii tohoto muže pořídilo pět známých profesionálních fotografů z různých tiskových agentur. Charlie Cole, fotograf z časopisu Newsweek získal za svou fotografii cenu World Press Photo.
Poznámky v knize dokumentují pozadí vzniku mnoha fotografií, které byly obviněny, že jsou falešné.

## Galerie

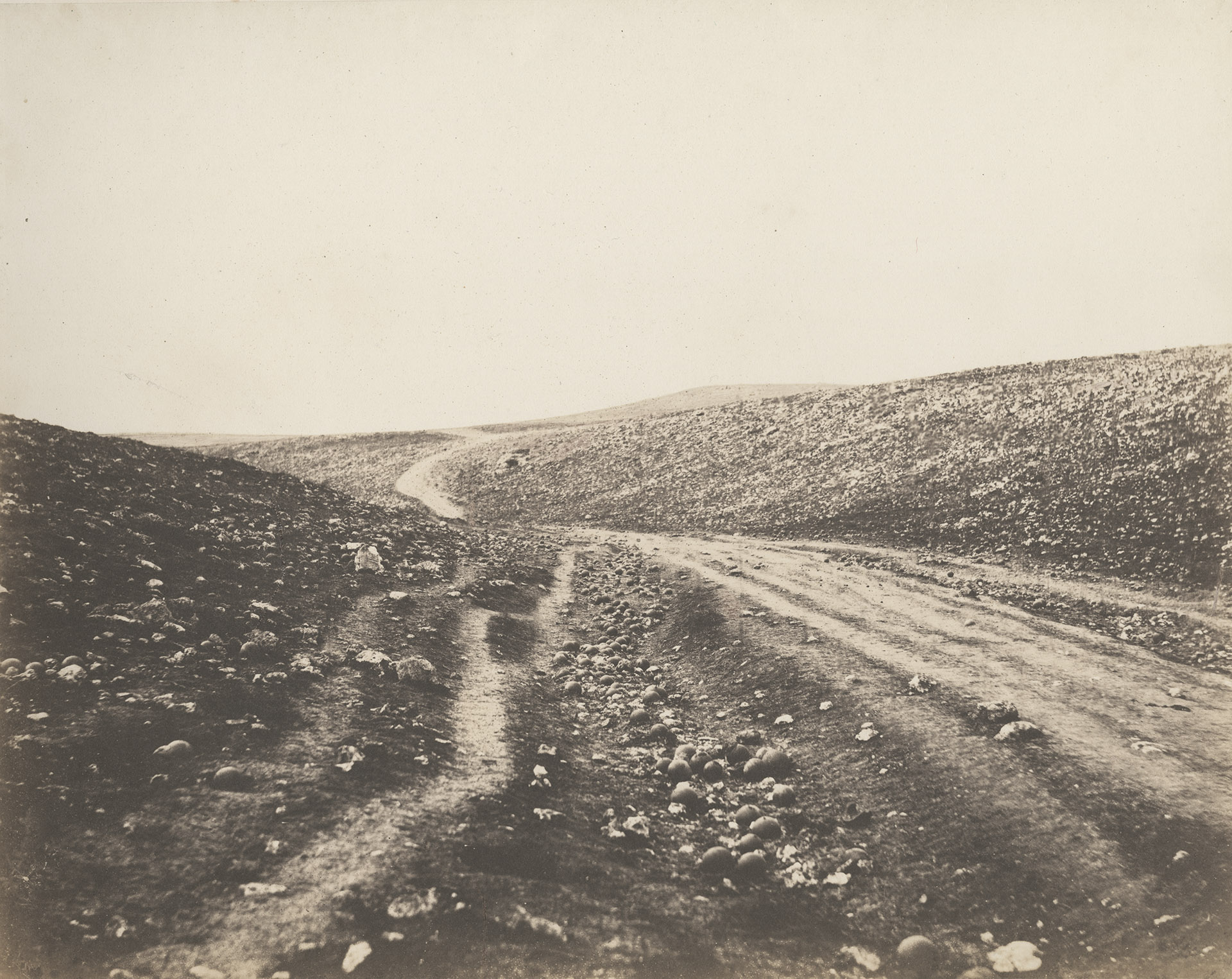
Roger Fenton: Údolí stínu smrti, 1855
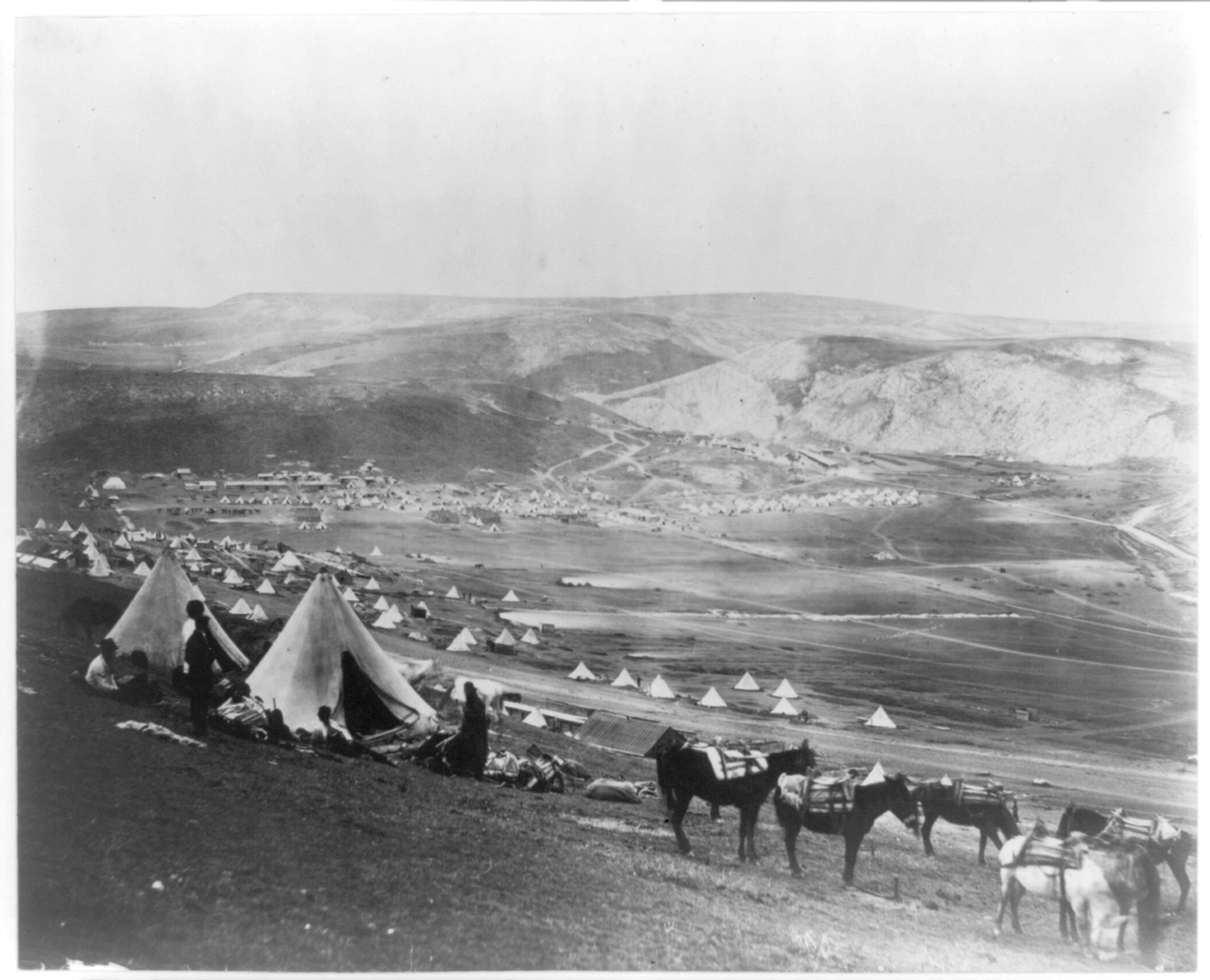
Roger Fenton: Tábor kavalérie poblíž Balaklavy, Krymská válka, 1855
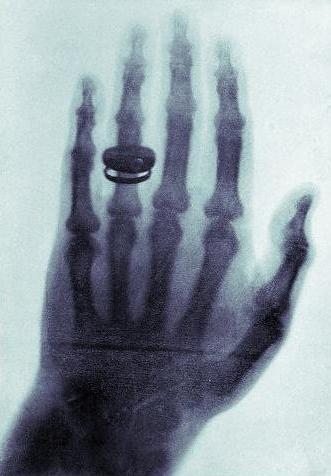
Ruka s prsteny – jeden z prvních rentgenových snímků Wilhelma Röntgena, pořídil ji 22. prosince 1895 a prezentoval profesoru Ludwigu Zehnderovi z Institutu Fyziky na Freiburské univerzitě 1. ledna 1896
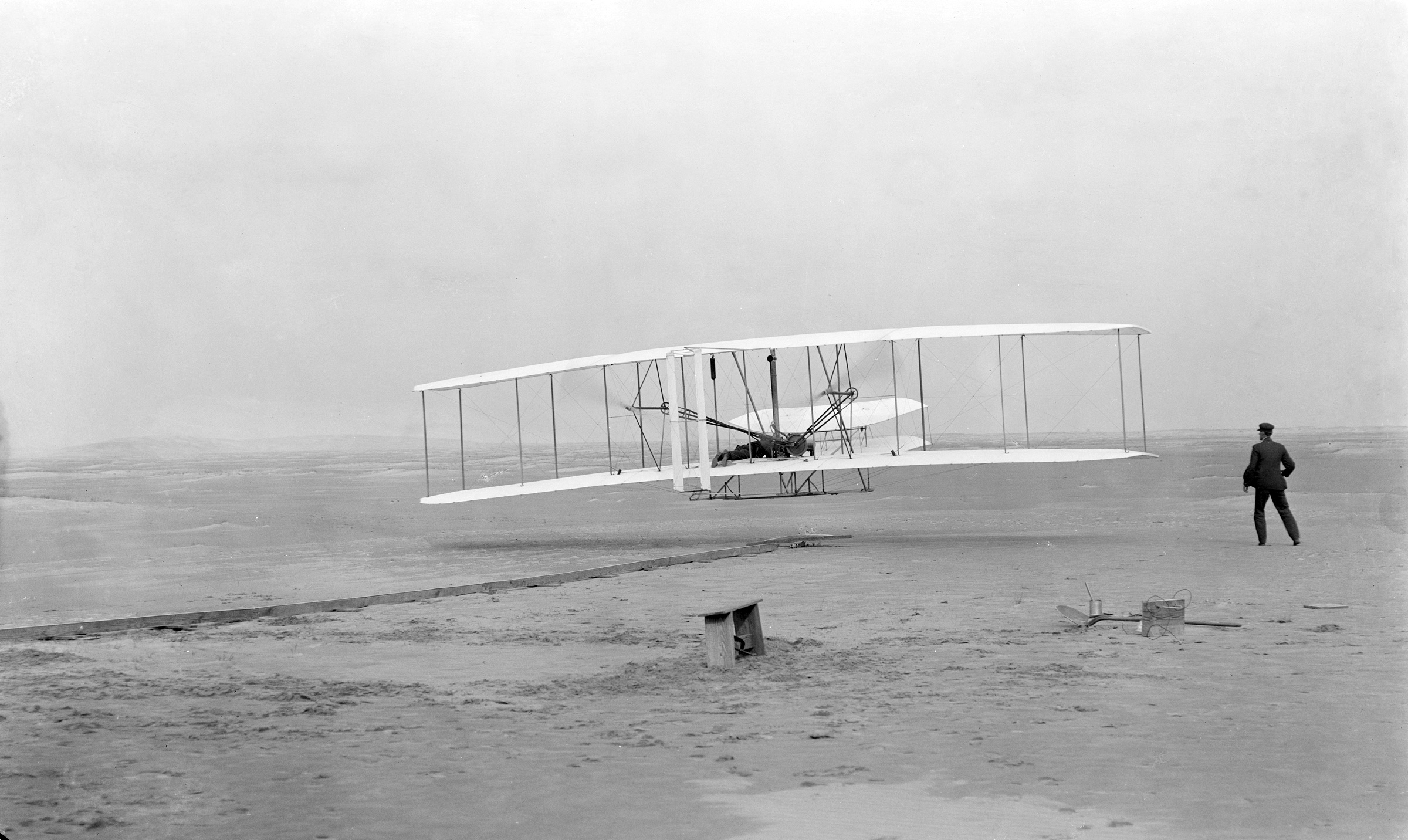
První let, 17. prosinec 1903, bratři Wrightové
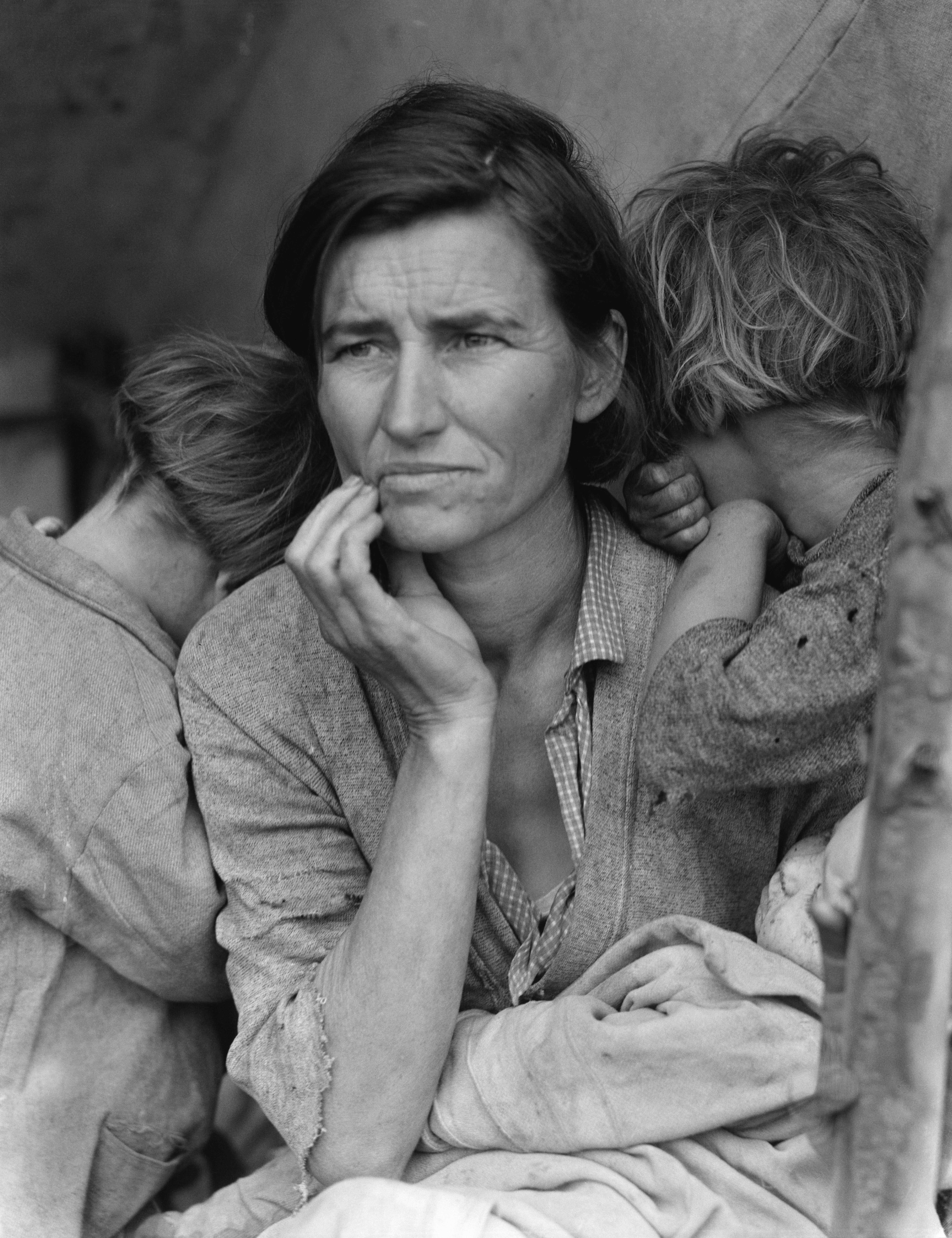
Dorothea Langeová: Kočující matka, 1936
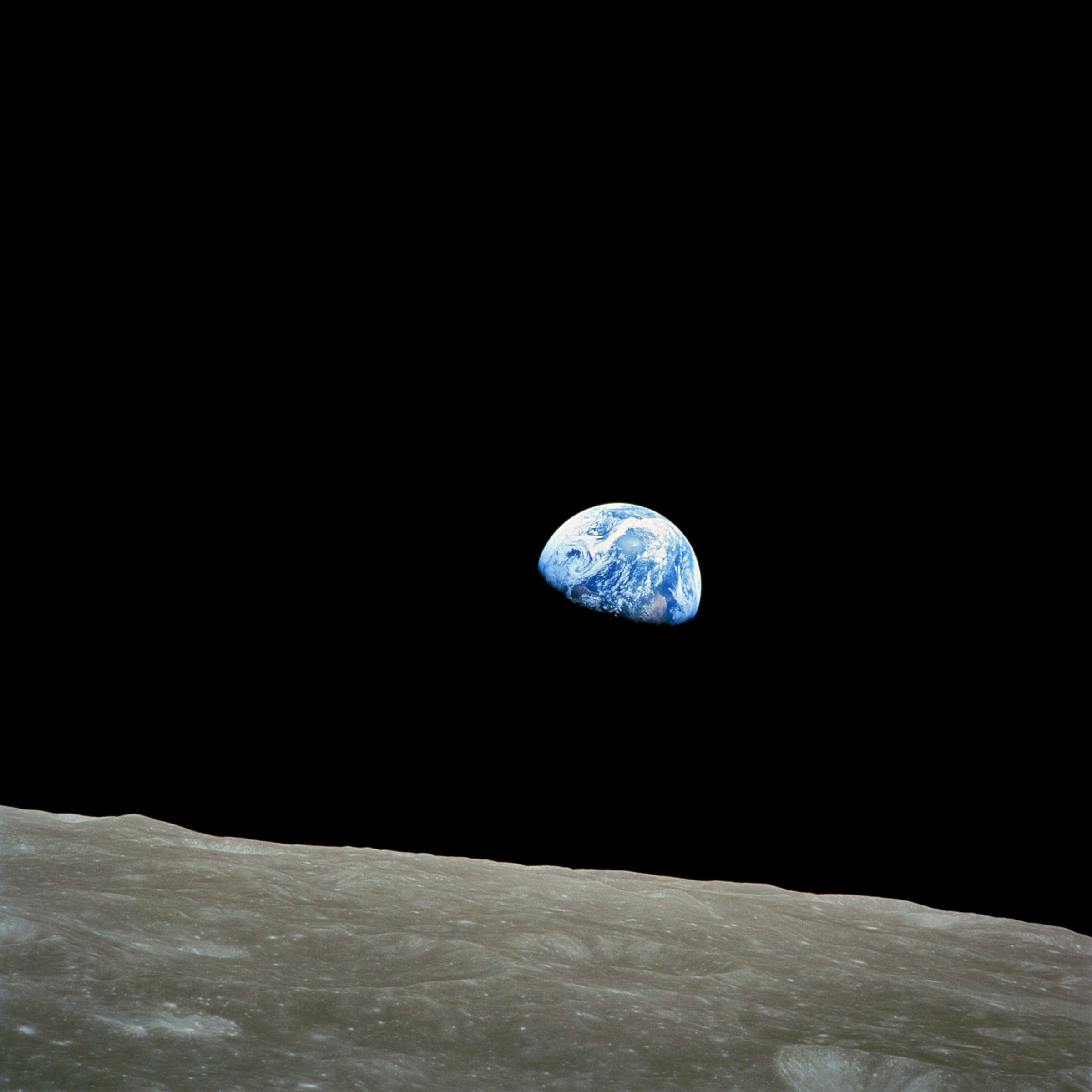
Východ Země vyfotografoval 24. prosince 1968 William Anders, člen posádky Apolla 8 na oběžné dráze Měsíce
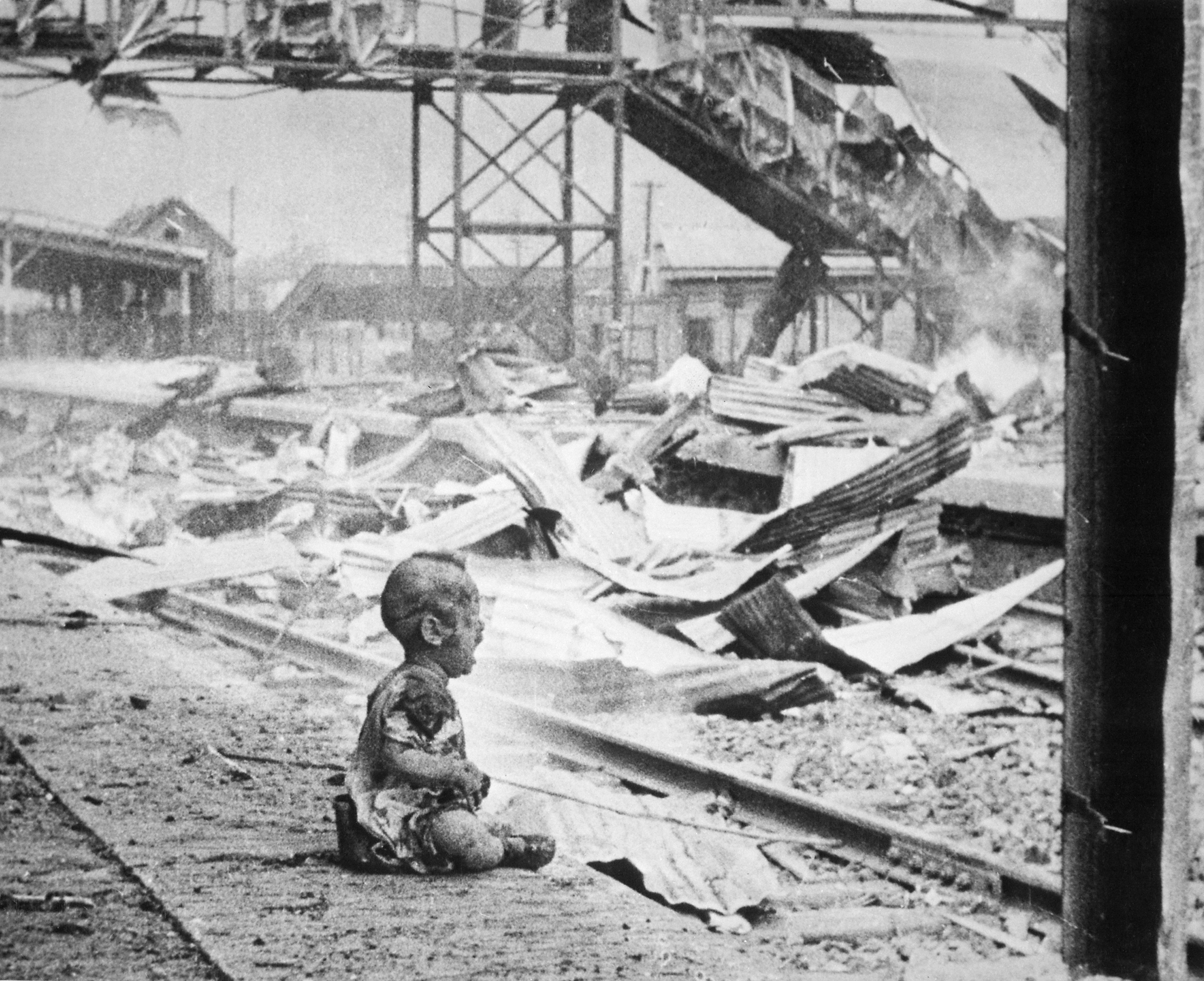
H. S. Wong: Krvavá sobota zobrazuje plačící čínské dítě v troskách šanghajského Jižního nádraží, dokazující brutalitu Japonců během války v Číně. Snímek byl pořízen několik minut po leteckém útoku, který zasáhl civilisty během bitvy o Šanghaj, 28. srpna 1937.
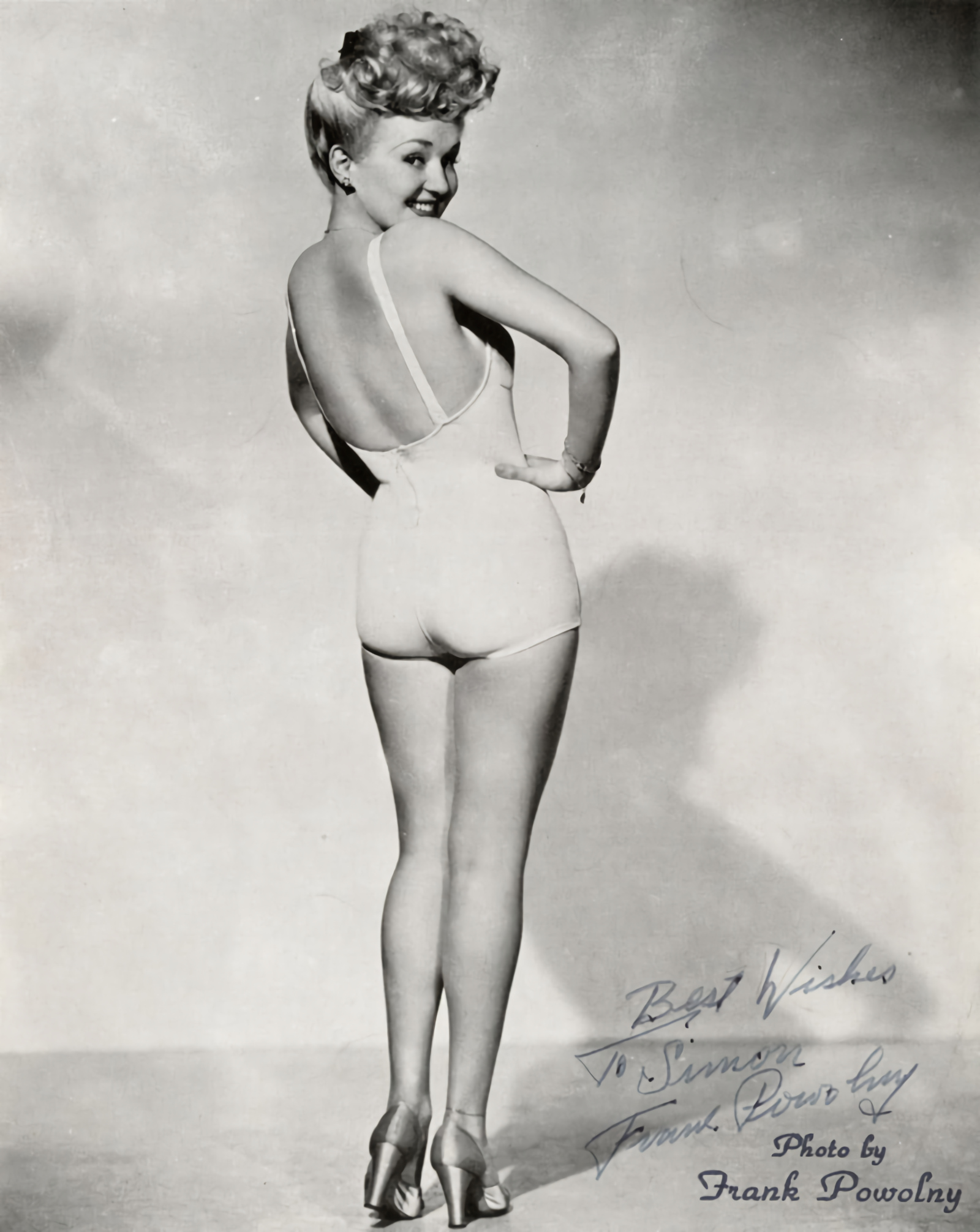
Frank Powolny: Pin-up girl herečka Betty Grable v plavkách 1943 byla v podobě plakátů, vytištěna v milionových nákladech, 1943